# Prachin Buri
Cette page contient des caractères thaïs. En cas de problème, consultez Aide:Unicode ou testez votre navigateur.
Pour la ville, voir Prachinburi.
La Prachin Buri (thaï แม่น้ำปราจีนบุรี) est une rivière de l'Est de la Thaïlande tributaire de la Bang Pakong.

## Géographie
Elle est créée par la confluence de la Phra Prong, de l'Hanuman et de la Prachantakham dans la province de Prachinburi (district de Kabin Buri). Elle traverse la province et rejoint la Nakhon Nayok juste avant l'entrée dans la province de Chachoengsao, à Pak Nam Yotaka, où le fleuve créé par leur confluence prend le nom de Bang Pakong.